# 那須光資
那須 光資（なす みつすけ）は、鎌倉時代の武士・御家人。那須氏5代当主。
4代当主・那須頼資の子として誕生。
建久4年（1193年）、源頼朝から下野国内に領地を拝領し、さらに那須において巻狩を催した際、接待役を務め、鎌倉幕府御家人としての那須氏の地位向上に努めた。正治元年（1199年）には領内に天性寺を創建している。
なお、建久4年に催された那須巻狩の際に、那須与一が梶原景時と諍いをおこし、出家遁世したという説があるが、『吾妻鏡』のその前後の時期の記述には「那須太郎光助」しか登場しない。